# 4ТЕ130
4ТЕ130 — чотирисекційний двадцятичотиривісний вантажний тепловоз виробництва Луганського тепловозобудівного заводу із робочою потужністю 12 000 к.с. Призначався для експлуатації на Байкало-Амурській магістралі, однак у серію не пішов, а єдиний побудований локомотив пізніше був розділений на два двосекційні дванадцятивісні тепловози, які отримали позначення 2ТЕ130.

## Історія
Порівняно з Транссибірською магістраллю, Байкало-Амурська магістраль розташована в північніших широтах і має складний профіль колії. 11 грудня 1974 вийшов лист Міністерства шляхів сполучення СРСР № 14-ЦТ, а 3 січня 1975 — лист Міністерство важкого машинобудування СРСР № 14-3100, в яких були названі додаткові технічні вимоги до тепловозів для БАМу, яким належало працювати в умовах помірного і холодного клімату на ухилах до 19 ‰ і тунелями довжиною до 2 км. 4 березня 1976 вийшов лист Міністерства шляхів сполучення № 14-ЦТ із заявкою на розробку та освоєння вантажного тепловоза потужністю 12 000 к.с.
На той час вже розпочалися роботи зі створення перших тепловозів 2ТЕ121 з секційною потужністю 4000 к.с., які в майбутньому планувалося зробити «флагманами» серед вантажних тепловозів. При цьому була необхідність збереження виробництва дизельних двигунів потужністю 3000 к.с. 5 червня 1976 Рада міністрів СРСР видала постанову, за якою 22 грудня Міністерством важкого машинобудування було затверджено технічне завдання на чотирисекційний тепловоз.
Розроблений за технічним завданням тепловоз ТЕ130 міг бути побудований у дво-, три-і чотирисекційному виконанні. 15 грудня 1981 головний інженер Головного управління локомотивного господарства МШС Бевзенко погодив технічні умови (ТУ24.04.505-81) на виготовлення дослідного зразка чотирисекційного тепловоза, а 25 грудня того ж року їх затвердив головний інженер Всесоюзного виробничого об'єднання «Союзтепловозпутьмаш» Щегловітов.
В кінці 1982 виробниче об'єднання «Луганський тепловозобудівний завод» спільно з «Електроважмаш» (поставляв тягові генератори і електродвигуни) побудувало дослідний тепловоз 4 ТЕ130-0001. Новий тепловоз мав такі ж кузов, раму, тяговий агрегат і реостатне гальмування, як на тепловозах 2ТЕ121, а дизельний двигун 5-5Д49 був модифікацією застосованого на них двигуна 2В-5Д49. Візки були аналогічні використовуваним на 2ТЕ116, тобто 4ТЕ130 за конструкцією є проміжною ланкою від 2ТЕ116 до 2ТЕ121. Фактично прототипом 4ТЕ130 можна розглядати випущені за рік до нього двосекційні тепловози 2ТЕ116. Кабіни машиніста розташовувалися в крайніх секціях, а в проміжних стояли лише невеликі пульти для проведення маневрів.
1983 4ТЕ130 випробовувався на заводі, а 1984 пройшов міжвідомчі випробування, причому точні дані про їхні результати досить суперечливі. За заводськими даними, випробування були завершені успішно, і за їхніми результатами була видана рекомендація про підготовку виробництва установчої партії для Байкало-Амурської магістралі. За версією Ракова, 4ТЕ130 не повністю відповідав кліматичним умовам для роботи у Сибіру.
4ТЕ130 на БАМі не експлуатувався, і тепловози цієї серії більше не випускалися. Тепловоз був розділений на два двосекційні тепловози, які отримали позначення 2ТЕ130-0001 (секції А і Б) та 2ТЕ130-0002 (секції В і Г). Проміжні секції при цьому були обладнані кабінами машиніста, хоча і була збережена можливість управління всіма чотирма секціями. 2ТЕ130 були направлені для експлуатації в локомотивне депо Красний Лиман (Донецька залізниця), а згодом переведені у локомотивне депо Попасна. Складне економічне становище у країні призвело до того, що ремонт цих унікальних тепловозів став досить витратним. У 1990-их тепловози 2ТЕ130 були списані і розібрані на металобрухт. Донині збереглася лише частина кузова однієї секції 2ТЕ130-0002, яку використовують як гараж.

## Технічні характеристики
- Рід служби — вантажний
- Осьова формула — 4(30—30)
- Ширина колії, мм — 1520
- Потужність, (к.с.) — 3250 (3000  в робочому режимі)
- Зчепна маса, т — 4×138 т
- Осьове навантаження, кН (тс) — 225,4 кН (23 тс)
- Конструкційна швидкість, км/год — 100
- Габарит — 1-Т
- Мінімальний радіус проходження кривих, м — 125
- ККД — 30 %
- Діаметр колеса по колу кочення при середньозношених бандажах, мм — 1050
- Тип передачі — Електрична змінно-постійного струму
- Потужність ТЕД — 24×410 кВт (номінальний режим); 24×310 кВт (робочий режим)
- Підвішування ТЕД — опорно-осьове
- Сила тяги тривалого режиму, кН (тс) — 4×258 кН (4×26 000 кгс)
- Швидкість тривалого режиму, км/год — 24
- Передаточне відношення — 4,41

Габарити
- довжина за осями автозчеплення — 4×21 000 мм
- ширина — 3130 мм
- висота від головки рейки — 5110 мм
- повна колісна база — 15 640 мм (секція)
- колісна база візків — 3700 мм

Запаси, кг
- палива — 4×7000 кг
- піску — 4×1500 кг
- води — 4×1200 кг
- мастила — 4×1200 кг